# 필리핀안경원숭이
필리핀안경원숭이(Carlito syrichta)는 필리핀이 원주지인 멸종위기종 원숭이이다. 세부아노 비사얀 지역의 현지에서는 마우막, 루손에서는 마막으로 불린다. 필리핀군도의 남동부, 특히 보홀섬과 사마르섬, 레이테섬, 민다나오섬에서 발견된다. 필리핀안경원숭이속(Carlito)의 유일한 종이다. 이전에는 안경원숭이속(Tarsius)에 속하는 종으로 분류하였으나, 2010년에 별도의 속으로 나뉘었다. 속명 카를리토(Carlito)는 보홀섬의 필리핀안경원숭이 야생보호구역의 필드 매니저이자 필리핀안경원숭이를 보존하는 데 지대한 공헌을 한, 칼리토 피자라스(Carlito Pizarras)의 이름을 따서 지었다.

## 같이 보기
- 보홀섬